# Pectinodonta arcuata
Pectinodonta arcuata is een slakkensoort uit de familie van de Pectinodontidae. De wetenschappelijke naam van de soort is voor het eerst geldig gepubliceerd in 1882 door Dall.